# Wilhelm von Lebzeltern
Wilhelm von Lebzeltern (Černivci, 8 marzo 1787 – Vienna, 18 marzo 1869) è stato un generale e politico austriaco.

## Biografia
Proveniente da una famiglia di antiche tradizioni militari, Wilhelm von Lebeltern ricevette un'educazione militare a sua volta presso l'accademia d'ingegneria di Vienna. Nel 1805 entrò nel corpo del genio militare e fu immediatamente incaricato di stabilire le difese della fortezza di Theresienstadt. Seguirono a questo altri progetti di costruzione di fortezze a Enns e a Mauthausen. Nel 1809, durante le guerre napoleoniche, cadde prigioniero in Francia, ma venne rilasciato dopo un anno di cattività. Nel 1815 prese parte col grado di capitano alla campagna austriaca in Piemonte ed in Lombardia per la riconquista dei domini perduti durante il periodo imperiale francese. Nel 1821 prese parte alla campagna militare di Napoli. Nel 1831 venne promosso maggiore e nel 1832 venne prescelto come tutore ed educatore dei figli dell'arciduca Carlo d'Asburgo-Teschen a Vienna. Venne avanzato al grado di colonnello e si preoccupò in particolare dell'educazione del primogenito, Federico Ferdinando che accompagnò a Venezia nel 1837, proseguendo con lui il viaggio verso la Siria, l'Algeria, il Portogallo e l'Inghilterra.
Nel 1840 venne insignito della II classe dell'Ordine della Corona ferrea e venne assunto come consigliere privato dall'imperatore. Il 16 marzo 1842 venne elevato al titolo di barone.
Il 30 ottobre 1844 venne nominato maggiore generale e in questa funzione, nel 1848, divenne direttore dell'accademia militare Teresiana di Wiener Neustadt. Il 27 gennaio 1849 venne promosso a luogotenente feldmaresciallo e dal 1851 fu vicepresidente del tribunale militare di Vienna. Richiamato in servizio attivo con lo scoppio della seconda guerra d'indipendenza italiana, combatté nella battaglia di Terranova ove fece parte del corpo di salvataggio del general Sigismund von Reischach nei confronti del generale Ferdinand Anton von Dondorf e prese poi parte alla battaglia di Magenta dove venne ferito ad un braccio.
Il 29 marzo 1865, su sua richiesta, venne pensionato col titolo di Feldzeugmeister e l'imperatore, per celebrare i suoi 60 anni di carriera, gli concesse la I classe dell'Ordine della Corona ferrea.